# 塔夫里斯克
塔夫里斯克（烏克蘭語：Таврійськ，羅馬化：Tavriisk，發音：[tɐu̯ˈr⁽ʲ⁾ijsʲk]，羅馬化：Tavriysk）是乌克兰南部赫尔松州卡霍夫卡區塔夫里斯克市镇的城市及该市镇的行政中心，2020年7月18日前隶属于新卡霍夫卡市议会。該市位於第聶伯河左岸，距離州府赫尔松64公里，始建於1983年3月2日，面積14.9平方公里，海拔高度26米，2022年人口数量为10,108人。

## 图集

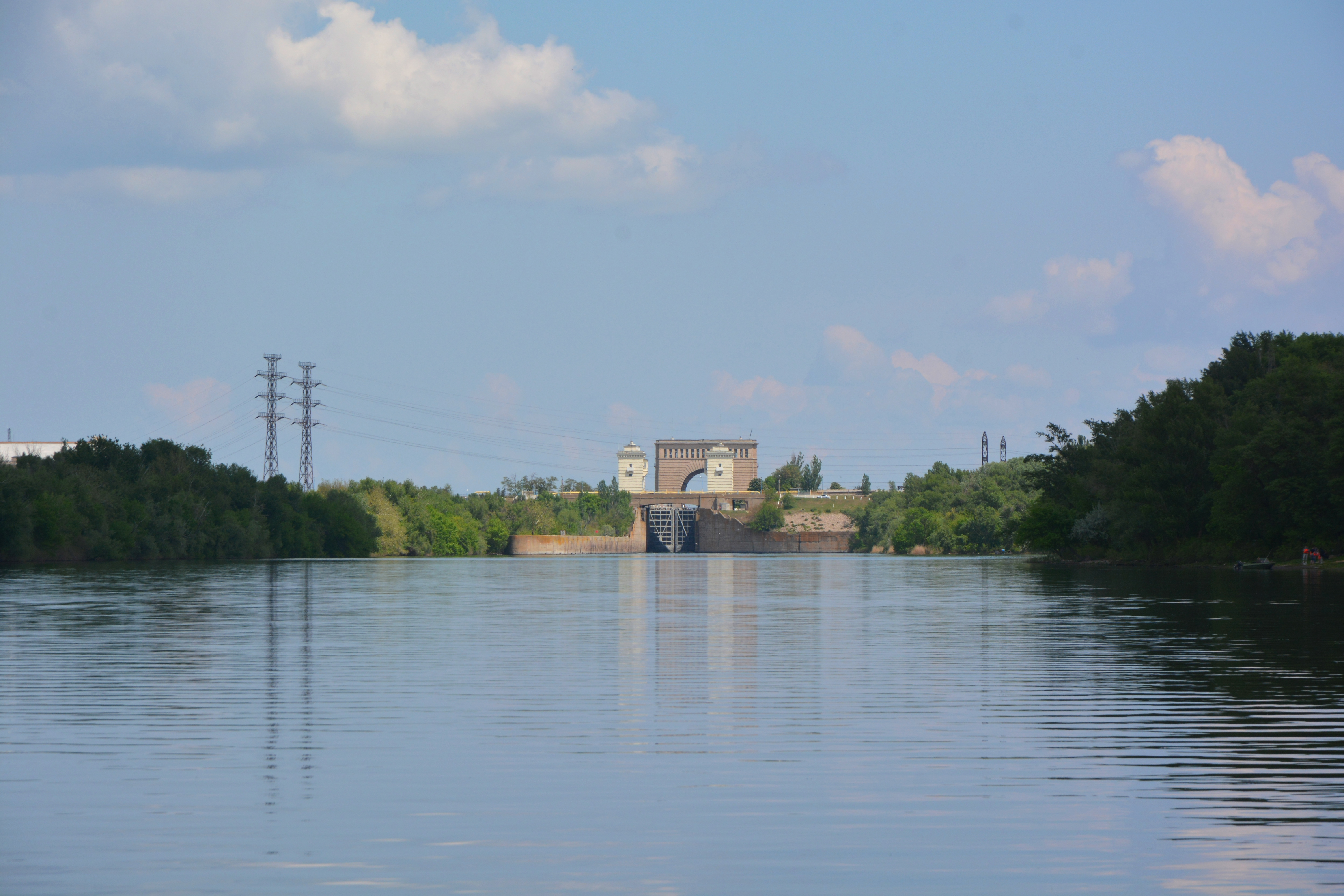
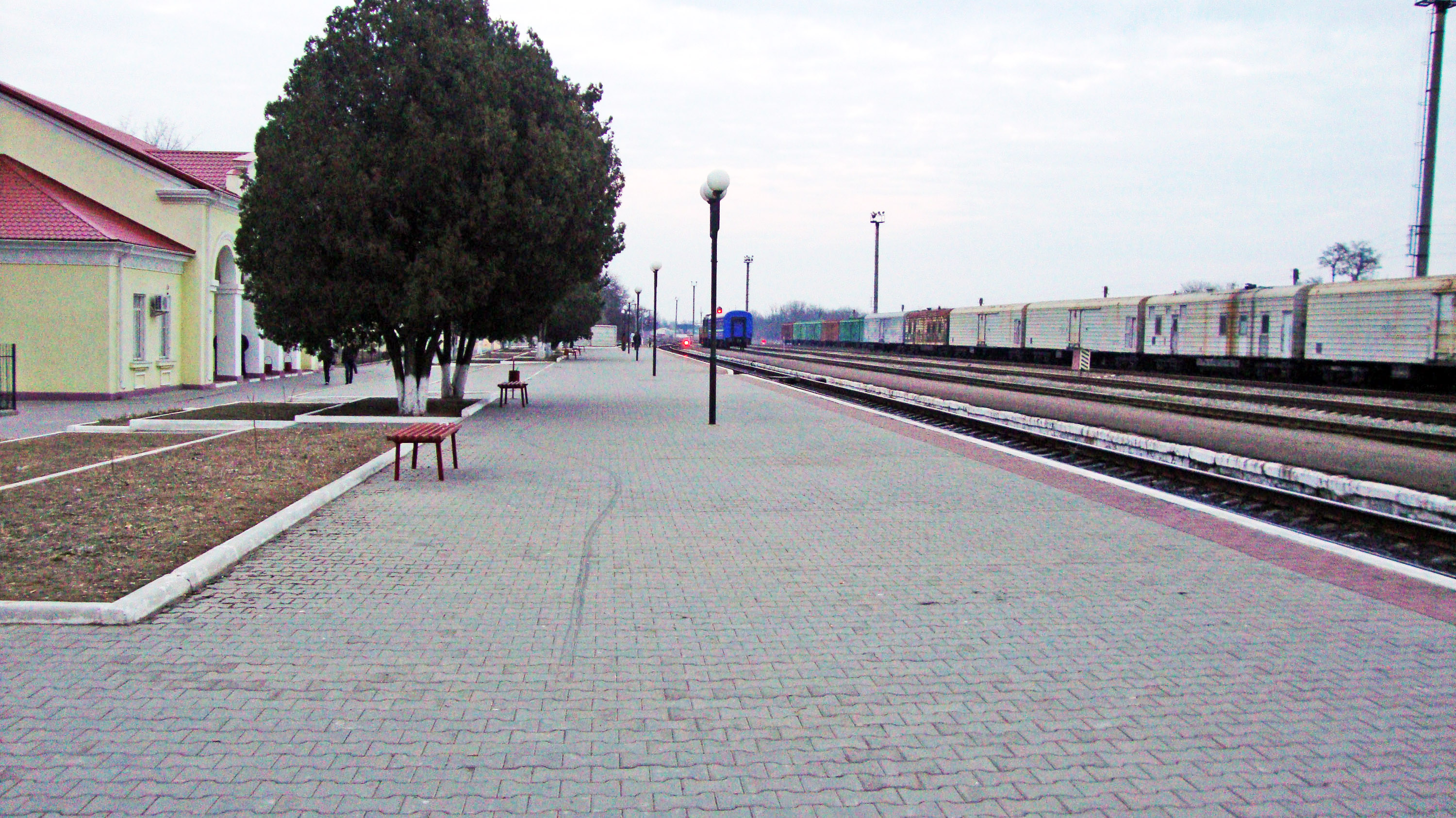

## 來源
1. ↑  . 烏克蘭總統辦公室. 2022-10-28 （乌克兰语）.
2. ↑   (PDF).   [2023-02-08]. （原始内容存档 (PDF)于2022-08-10）.